# Джон Петручи
Джон Питър Петручи (роден на 12 юли 1967 г.) е американски китарист, известен като член-основател на прогресив метъл групата Дрийм Тиътър. Той продуцира или копродуцира (често с Майк Портной преди първоначалното му напускане на групата през 2010 г.) всички албуми на Дрийм Тиътър от Metropolis Pt. 2: Scenes from a Memory (1999) до A View from the Top of the World (2021) и е единственият продуцент на албумите на групата, издадени след A Dramatic Turn of Events (2011). Петручи издава и два солови албума: Suspended Animation (2005) и Terminal Velocity (2020).